# Eriogonum
Eriogonum es un género de plantas fanerógamas perteneciente a la familia de las poligonáceas. Comprende 533 especies descritas y de estas, solo 251 aceptadas.
El género se encuentra en América del Norte y es conocida como Alforfón Silvestre.  Este es un género muy rico en especies y hay indicios de que la especiación continúa.  Incluye algunas de las flores silvestres, como el de California Alforfón (Eriogonum fasciculatum).
Se recibieron buenas noticias, en 2005, cuando  Eriogonum truncatum, que se creía extinguida  fue redescubierta. 

## Importancia para las Lepidoptera
Especies de Eriogonum son fuente de alimentos por la larvas de algunos lepidópteros (mariposas y polillas).  Varios de estos son [monófagos, lo que significa que sus orugas solo se alimentan de este género, a veces solo en un único taxón de Eriogonum. 
En algunos casos, la relación es tan estrecha que la especie de Eriogonum y los lepidópteros  dependientes se ambos se encuentran en peligro de extinción.
Monophagous Lepidoptera on wild buckwheat include: Lepidoptera Monophagous silvestres alforfón incluyen:
- Apodemia mormo come exclusivamente Eriogonum
  - Apodemia mormo langei solamente de Eriogonum nudum ssp. auriculatum
- Chionodes dammersi - exclusivamente de Eriogonum
- Chionodes luteogeminatus - solo de Eriogonum niveum
- Euphilotes enoptes smithi solo de Eriogonum latifolium y Eriogonum parvifolium

## Taxonomía
El género fue descrito por André Michaux y publicado en Flora Boreali-Americana 1: 246, pl. 24. 1803. La especie tipo es: Eriogonum tomentosum Michx.  
Etimología
Eriogonum: nombre genérico que deriva de las palabras griegas: Erion = "lana", y gonu = "articulación de la rodilla" en referencia a las articulaciones peludas o lanudas de algunas de las especies del género.

## Especies aceptadas
A continuación se brinda un listado de las especies del género Eriogonum aceptadas hasta julio de 2014, ordenadas alfabéticamente.	

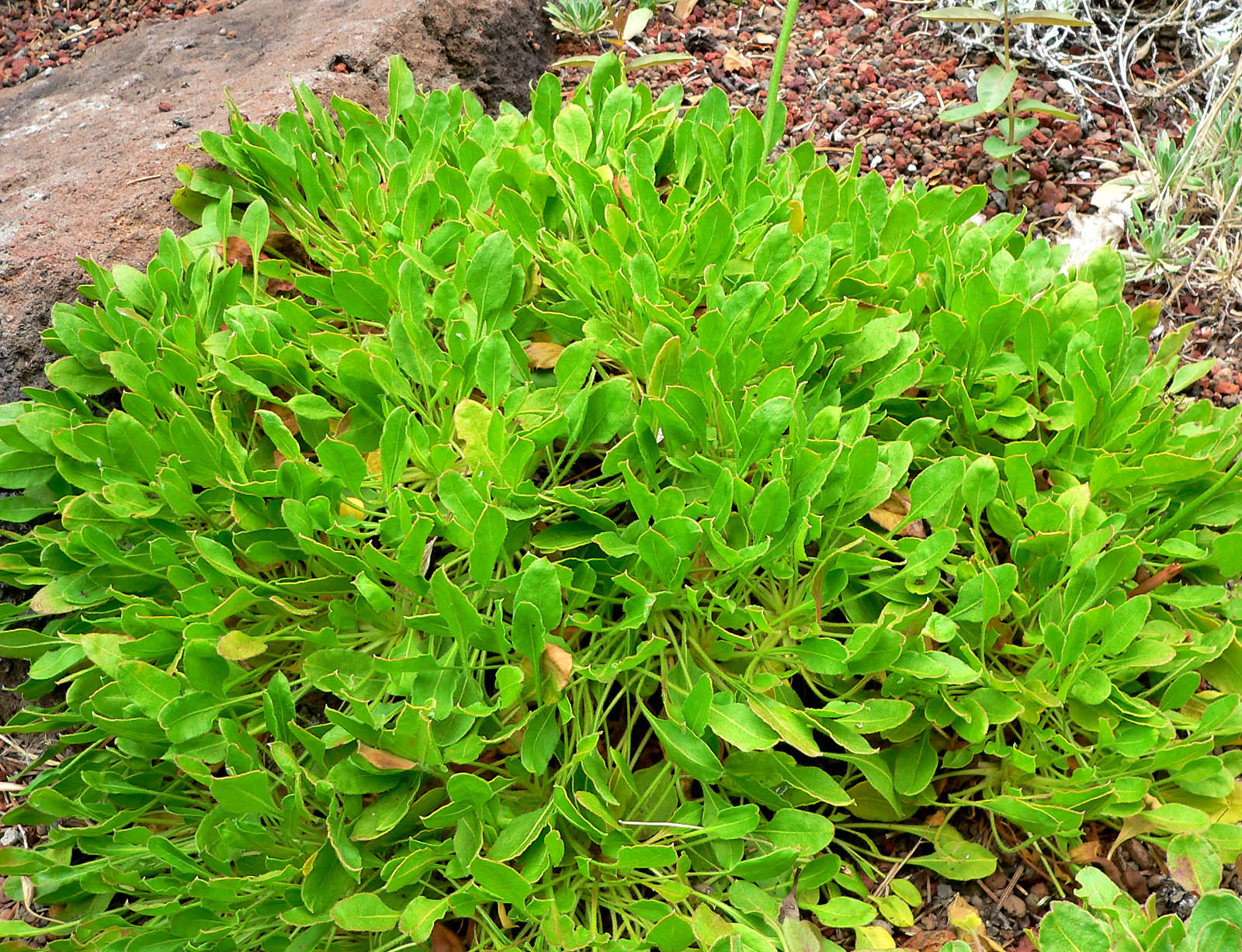
Eriogonum hirtellum.

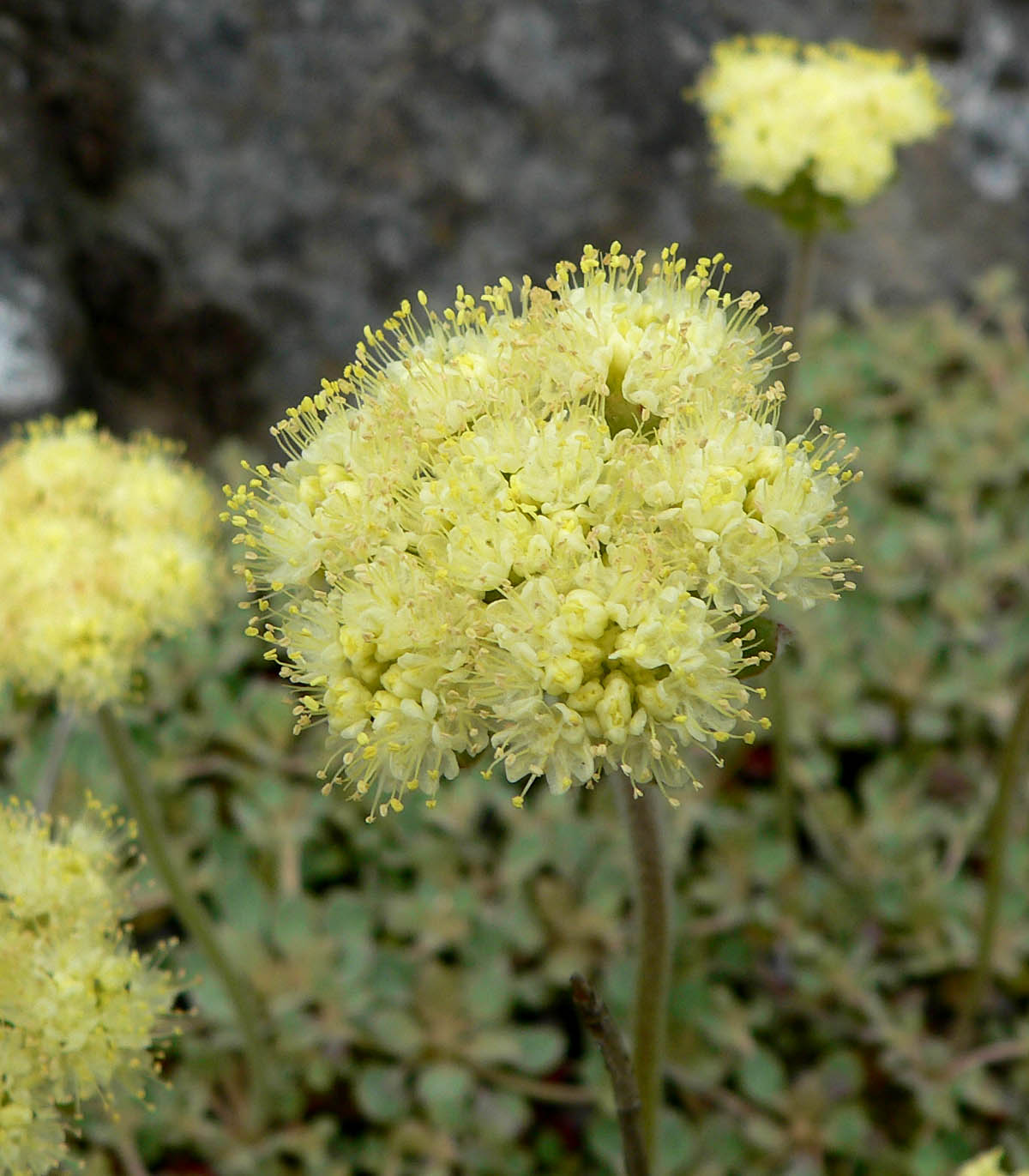
Talus Buckwheat
Eriogonum ursinum

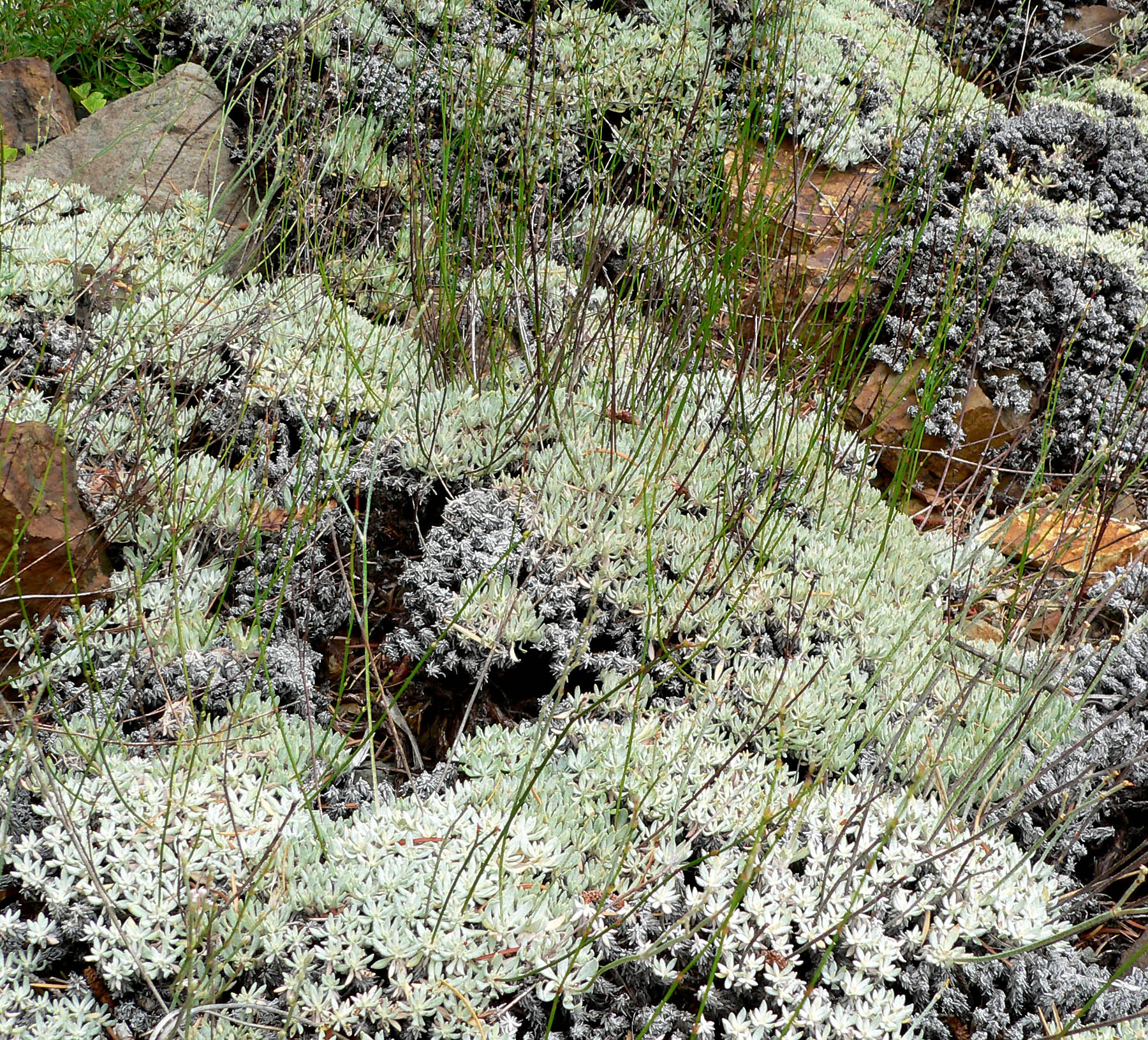
Eriogonum wrightii var. subscaposum.

- Eriogonum abertianum
- Eriogonum acaule
- Eriogonum alatum
- Eriogonum alexanderae
- Eriogonum aliquantum
- Eriogonum allenii
- Eriogonum alpinum
- Eriogonum ammei
- Eriogonum ammophilum
- Eriogonum ampullaceum
- Eriogonum androsaceum
- Eriogonum anemophilum
- Eriogonum angelense
- Eriogonum angulosum
- Eriogonum annuum
- Eriogonum apiculatum
- Eriogonum apricum
- Eriogonum arborescens
- Eriogonum arcuatum
- Eriogonum aretioides
- Eriogonum argillosum
- Eriogonum argophyllum
- Eriogonum arizonicum
- Eriogonum artificis
- Eriogonum atrorubens
- Eriogonum austrinum
- Eriogonum baileyi
- Eriogonum batemanii
- Eriogonum bicolor
- Eriogonum bifurcatum
- Eriogonum blissianum
- Eriogonum brachyanthum
- Eriogonum brachypodum
- Eriogonum brandegeei
- Eriogonum breedlovei
- Eriogonum brevicaule
- Eriogonum butterworthianum
- Eriogonum caespitosum
- Eriogonum calcareum
- Eriogonum callistum
- Eriogonum capillare
- Eriogonum cedrorum
- Eriogonum cernuum
- Eriogonum chrysops
- Eriogonum cinereum
- Eriogonum cithariforme
- Eriogonum clavatum
- Eriogonum clavellatum
- Eriogonum clivosum
- Eriogonum codium
- Eriogonum collinum
- Eriogonum coloradense
- Eriogonum compositum
- Eriogonum concinnum
- Eriogonum congdonii
- Eriogonum contiguum
- Eriogonum contortum
- Eriogonum correllii
- Eriogonum corymbosum
- Eriogonum covilleanum
- Eriogonum crocatum
- Eriogonum cronquistii
- Eriogonum crosbyae
- Eriogonum cusickii
- Eriogonum darrovii
- Eriogonum dasyanthemum
- Eriogonum davidsonii
- Eriogonum deflexum
- Eriogonum deserticola
- Eriogonum desertorum
- Eriogonum diatomaceum
- Eriogonum diclinum
- Eriogonum divaricatum
- Eriogonum domitum
- Eriogonum douglasii
- Eriogonum duchesnense
- Eriogonum eastwoodianum
- Eriogonum effusum
- Eriogonum elatum
- Eriogonum elegans
- Eriogonum elongatum
- Eriogonum encelioides
- Eriogonum ephedroides
- Eriogonum eremicola
- Eriogonum eremicum
- Eriogonum ericifolium
- Eriogonum esmeraldense
- Eriogonum evanidum
- Eriogonum exaltatum
- Eriogonum exilifolium
- Eriogonum fasciculatum
- Eriogonum fimbriatum
- Eriogonum flavum
- Eriogonum fusiforme
- Eriogonum galioides
- Eriogonum giganteum
- Eriogonum gilmanii
- Eriogonum glandulosum
- Eriogonum gordonii
- Eriogonum gossypinum
- Eriogonum gracile
- Eriogonum gracilipes
- Eriogonum gracillimum
- Eriogonum grande
- Eriogonum graniticum
- Eriogonum greggii
- Eriogonum gypsophilum
- Eriogonum hastatum
- Eriogonum havardii
- Eriogonum heermannii
- Eriogonum helichrysoides
- Eriogonum hemipterum
- Eriogonum henricksonii
- Eriogonum heracleoides
- Eriogonum hieracifolium
- Eriogonum hirtellum
- Eriogonum hirtiflorum
- Eriogonum hoffmannii
- Eriogonum holmgrenii
- Eriogonum hookeri
- Eriogonum howellianum
- Eriogonum hylophilum
- Eriogonum incanum
- Eriogonum inerme
- Eriogonum inflatum
- Eriogonum intrafractum
- Eriogonum jamesii
- Eriogonum jonesii
- Eriogonum kelloggii
- Eriogonum kennedyi
- Eriogonum kingii
- Eriogonum lachnogynum
- Eriogonum lagunense
- Eriogonum lancifolium
- Eriogonum latens
- Eriogonum latifolium
- Eriogonum lemmonii
- Eriogonum leptocladon
- Eriogonum leptophyllum
- Eriogonum libertinum
- Eriogonum lobbii
- Eriogonum loganum
- Eriogonum lonchophyllum
- Eriogonum longifolium
- Eriogonum luteolum
- Eriogonum maculatum
- Eriogonum mancum
- Eriogonum marifolium
- Eriogonum mensicola
- Eriogonum microthecum
- Eriogonum mitophyllum
- Eriogonum mohavense
- Eriogonum molestum
- Eriogonum moranii
- Eriogonum mortonianum
- Eriogonum multiflorum
- Eriogonum natum
- Eriogonum nealleyi
- Eriogonum nebraskense
- Eriogonum nervulosum
- Eriogonum nidularium
- Eriogonum niveum
- Eriogonum nortonii
- Eriogonum novonudum
- Eriogonum nudum
- Eriogonum nummulare
- Eriogonum nutans
- Eriogonum ochrocephalum
- Eriogonum orcuttianum
- Eriogonum ordii
- Eriogonum ostlundii
- Eriogonum ovalifolium
- Eriogonum palmerianum
- Eriogonum panamintense
- Eriogonum panguicense
- Eriogonum parishii
- Eriogonum parvifolium
- Eriogonum pauciflorum
- Eriogonum pelinophilum
- Eriogonum pendulum
- Eriogonum pharnaceoides
- Eriogonum pilosum
- Eriogonum plumatella
- Eriogonum polycladon
- Eriogonum polypodum
- Eriogonum pondii
- Eriogonum prattenianum
- Eriogonum preclarum
- Eriogonum procidum
- Eriogonum pulchrum
- Eriogonum pusillum
- Eriogonum pyrolifolium
- Eriogonum racemosum
- Eriogonum reniforme
- Eriogonum repens
- Eriogonum ripleyi
- Eriogonum rixfordii
- Eriogonum robustum
- Eriogonum rosense
- Eriogonum roseum
- Eriogonum rotundifolium
- Eriogonum rubricaule
- Eriogonum rupinum
- Eriogonum salicornioides
- Eriogonum sarahiae
- Eriogonum saxatile
- Eriogonum scabrellum
- Eriogonum scalare
- Eriogonum scopulorum
- Eriogonum shockleyi
- Eriogonum siskiyouense
- Eriogonum smithii
- Eriogonum soliceps
- Eriogonum soredium
- Eriogonum spathulatum
- Eriogonum spectabile
- Eriogonum spergulinum
- Eriogonum sphaerocephalum
- Eriogonum strictum
- Eriogonum subreniforme
- Eriogonum suffruticosum
- Eriogonum temblorense
- Eriogonum tenellum
- Eriogonum ternatum
- Eriogonum terrenatum
- Eriogonum thomasii
- Eriogonum thompsoniae
- Eriogonum thornei
- Eriogonum thurberi
- Eriogonum thymoides
- Eriogonum tiehmii
- Eriogonum tomentosum
- Eriogonum trichopes
- Eriogonum tripodum
- Eriogonum truncatum
- Eriogonum tumulosum
- Eriogonum turneri
- Eriogonum twisselmanii
- Eriogonum umbellatum
- Eriogonum ursinum
- Eriogonum watsonii
- Eriogonum vestitum
- Eriogonum wetherillii
- Eriogonum villiflorum
- Eriogonum villosissimum
- Eriogonum vimineum
- Eriogonum viridescens
- Eriogonum viridulum
- Eriogonum viscanum
- Eriogonum viscidulum
- Eriogonum visheri
- Eriogonum wootonii
- Eriogonum wrightii
- Eriogonum zapatoense
- Eriogonum zionis